# 저산척북로
저산척북로(Jeosancheokbuk-ro)는 세종특별자치시 부강면 산수삼거리에서  청주시 서원구 남이면 척북삼거리까지 연결하는 도로이다.

## 주요 경유지
세종특별자치시
- 부강면

충청북도
- 청주시 서원구 남이면

## 노선
| 이름        | 접속 노선                                            | 소재지         | 소재지 | 비고 |
| ----------- | ---------------------------------------------------- | -------------- | ------ | ---- |
| 산수삼거리  | 세종특별시도 제15호선 (갈산산수로) 지산태성로 저산길 | 세종특별자치시 | 부강면 |      |
| (이름없음)  | 저산궁현길                                           | 세종특별자치시 | 부강면 |      |
| (이름없음)  | 부용남이길                                           | 세종특별자치시 | 부강면 |      |
| 향산교      |                                                      | 서원구         | 남이면 |      |
| 향산 교차로 | 세종청주로                                           | 서원구         | 남이면 |      |
| (이름없음)  | 부강행산로 행산벌말길                                | 서원구         | 남이면 |      |
| 비룡교      |                                                      | 서원구         | 남이면 |      |
| (이름없음)  | 비룡길                                               | 서원구         | 남이면 |      |
| (이름없음)  | 비룡1길                                              | 서원구         | 남이면 |      |
| (이름없음)  | 구미길                                               | 서원구         | 남이면 |      |
| (이름없음)  | 구미1길                                              | 서원구         | 남이면 |      |
| (이름없음)  | 갈원1길                                              | 서원구         | 남이면 |      |
| 갈원삼거리  | 갈원상발길 갈원길 갈원산막길                         | 서원구         | 남이면 |      |
| 팔봉삼거리  | 사동구암로 사동길                                    | 서원구         | 남이면 |      |
| (이름없음)  | 사동길                                               | 서원구         | 남이면 |      |
| (이름없음)  |                                                      | 서원구         | 남이면 |      |
| 척북삼거리  | 남석로                                               | 서원구         | 남이면 |      |

## 주요 시설및 건물
- 구미휴게소 (저산척북로 314/구미리 282-34)
- 갈원초등학교 (저산척북로 375/갈원리 143-1)